# Bogdan Stancu
Bogdan Sorin Stancu (* 28. června 1987 Pitești) je bývalý rumunský fotbalový útočník.

## Klubová kariéra
Je odchovancem klubu FC Argeș Pitești, odkud přestoupil roku 2008 do Steauy Bukurešť. Byl nejlepším střelcem klubu v rumunské lize i v Evropské lize UEFA 2009/10. V lednu 2011 přestoupil do tureckého Galatasaray SK, kde se však střelecky neprosadil a odešel na hostování do Ordusporu, kam roku 2012 přestoupil, o rok později podepsal tříletou smlouvu s Gençlerbirliği SK.

## Reprezentační kariéra
Hrál za rumunskou reprezentaci do 21 let. V seniorské reprezentaci Rumunska debutoval 11. 8. 2010 v přátelském utkání proti Turecku (prohra 0:2). Ve svém druhém zápase 3. 9. 2010 vstřelil jako střídající hráč jedinou branku svého týmu v kvalifikačním zápase proti Albánii (zápas skončil remízou 1:1).

Trenér rumunského národního týmu Anghel Iordănescu jej vzal na EURO 2016 ve Francii, kam Rumunsko postoupilo ze druhého místa kvalifikační skupiny F. Rumuni obsadili se ziskem jediného bodu poslední čtvrté místo v základní skupině A, Stancu byl jediným střelcem svého týmu na šampionátu (vstřelil dva góly, jeden v zahajovacím utkání proti Francii, druhý v zápase se Švýcarskem).

### Branky v reprezentaci
- 1. Rumunsko—Albánie 1:1, 3. září 2010 (Piatra Neamț)
- 2. Rumunsko—Uruguay 1:1, 29. února 2012 (Bukurešť)
- 3. Rumunsko—Austrálie 3:2, 6. února 2013 (Málaga)
- 4. Rumunsko—Slovensko 1:1, 14. srpna 2013 (Bukurešť)
- 5. Andorra—Rumunsko 0:4, 11. října 2013 (Andorra la Vella)
- 6. Řecko—Rumunsko 3:1, 15. listopadu 2013 (Pireus)
- 7. a 8. Finsko—Rumunsko 0:2, 14. října 2014 (Helsinky)
- 9. Itálie—Rumunsko 2:2, 17. listopadu 2015 (Bologna)
- 10. Francie—Rumunsko 2:1, 10. června 2016 (Saint-Denis)
- 11. Rumunsko—Švýcarsko 1:1, 15. června 2016 (Paříž)
- 12. Arménie—Rumunsko 0:5, 8. října 2016 (Jerevan)
- 13. Polsko—Rumunsko 3:1, 10. června 2017 (Varšava)
- 14. Rumunsko—Chile 3:2, 13. června 2017 (Kluž)